# Rademachershof
Rademachershof, im 19. Jahrhundert auch Radmacherslüdorf,  ist eine Hofschaft in Remscheid in Nordrhein-Westfalen (Deutschland).

## Lage und Verkehrsanbindung
Rademachershof liegt im südöstlichen Remscheid im statistischen Stadtteil Engelsburg des Stadtbezirks Lennep im Quellgebiet des Feldbachs. Nachbarorte sind Engelsburg, Eichendahlerhof, Heydt, Stöcken, Piepersberg, Bergerhöhe, Eichenhof, Leverkusen, Repslöh, Forsten und Lüdorf. Der Ort ist über eine Zufahrt von der Landesstraße 412 erreichbar, die bei Lüdorf abzweigt.

## Geschichte
Die Karte Topographia Ducatus Montani aus dem Jahre 1715 zeigt den Hof als Rameckershof. Im 18. Jahrhundert gehörte der Ort zum bergischen Amt Bornefeld-Hückeswagen. 1815/16 lebten fünf Einwohner im Ort.
1832 gehörte Rademachershof  unter dem Namen Radmacherslüdorf der Lüdorfer Honschaft an, die ein Teil der Hückeswagener Außenbürgerschaft innerhalb der Bürgermeisterei Hückeswagen war. Der laut der Statistik und Topographie des Regierungsbezirks Düsseldorf als Weiler kategorisierte Ort besaß zu dieser Zeit fünf Wohnhäuser und sechs landwirtschaftliche Gebäude. Zu dieser Zeit lebten 18 Einwohner im Ort, allesamt evangelischen Glaubens.
Im Gemeindelexikon für die Provinz Rheinland werden für 1885 zwei Wohnhäuser mit 19 Einwohnern angegeben. Der Ort gehörte zu dieser Zeit zur Landgemeinde Neuhückeswagen innerhalb des Kreises Lennep. 1895 besitzt der Ort zwei Wohnhäuser mit 14 Einwohnern, 1905 drei Wohnhäuser und 14 Einwohner.
Im Zuge der nordrhein-westfälischen Kommunalgebietsreform wurde am 1. Januar 1975 der östliche Bereich um Bergisch Born mit dem Hof Rademachershof aus der Stadt Hückeswagen herausgelöst und in die Stadt Remscheid eingegliedert.